# Brandon Boyd
Brandon Charles Boyd (nascido a 15 de Fevereiro de 1976 em Van Nuys, Califórnia) é o vocalista da banda de rock alternativo Incubus.

## Biografia
Boyd se graduou na Calabasas High School em 1994, até se dedicar, integralmente, à banda.
Ele cresceu em Calabasas, Califórnia. Seus pais, Dolly e Charles, que também sempre foram ligados à área do entretenimento, notaram o seu lado artístico quando ele era ainda criança. Em sua família há muitas pessoas ligadas ao mundo da música, como seu irmão, Jason Boyd,  vocalista da banda Audiovent.
Durante o colégio, juntou-se com Jose Pasillas, Mike Einziger e Alex Katunich para formar a banda Incubus. Quanto mais canções escreviam, mais reconhecida a banda se tornava pela vizinhança.
Mike Einziger deu a ideia de Incubus, palavra desconhecida tirada de um dicionário. Foi escolhida pois tinha a palavra sexo na definição.
Antes de ser o vocalista da banda Incubus, ele e José Pasillas, estudaram Arte, o que continua a ser um importante aspecto nas suas vidas.
Em 2003, Boyd escreveu seu primeiro livro chamado White Fluffy Clouds. Nele há mostras de seu trabalho relativo à Arte, à fotografia, letras de músicas da banda, além de escritas e pensamentos.
Sua publicação mais recente, From the Murks of the Sultry Abyss, atingiu as prateleiras em 2007.

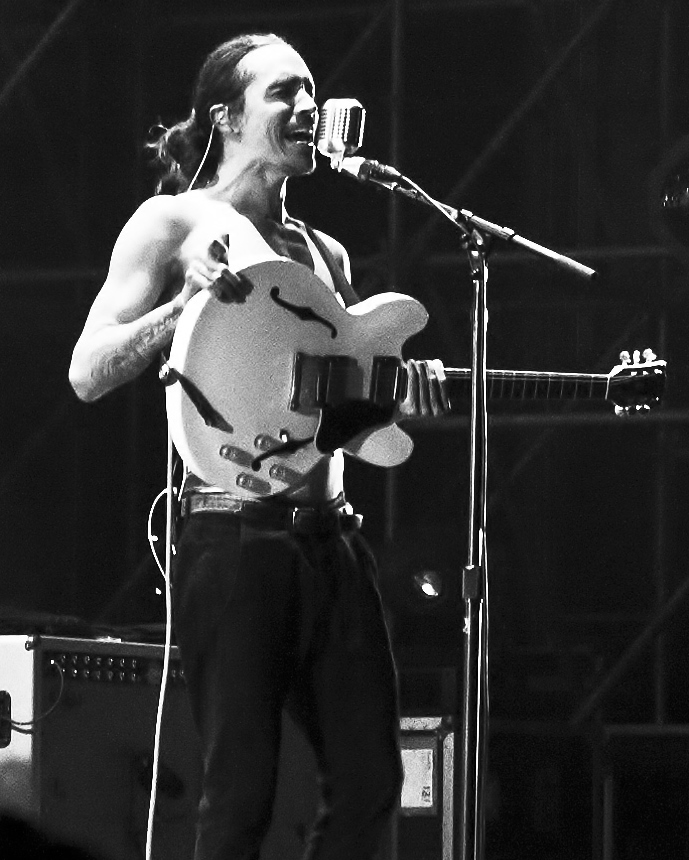
Boyd em 2012.

## Literatura e arte
Brandon Boyd escreveu três livros. O primeiro, escrito em 2003, foi White Fluffy Clouds: Inspiração encontrada em frente. Foi publicado pela Endophasia Publications e é constituído principalmente por sua obra de arte, fotografias, letras de músicas do Incubus, e pensamentos adicionais. Suas publicações mais recentes incluem, From the Murks of the Sultry Abyss, também foi publicado pela Endophasia em 2007 e "So The Echo" que foi publicado em janeiro de 2013 e consiste em sua arte a partir dos últimos 5 anos.
"So The Echo" tece visualmente os últimos cinco anos que Boyd passou aprimorando sua arte e talento, tanto em sua música e arte. Ele participou de diversos shows de grupos de arte, e assim usou sua arte como um meio para o ativismo ambiental
Nos últimos anos, Brandon Boyd tem focado em fazer fine art, especificamente pintura, e em 08 de setembro de 2008 celebrou a abertura da sua primeira exposição individual, intitulado "Ectoplasm", pelo Mr. MusicHead Gallery, em Los Angeles, Califórnia.

## Caridade e ativismo
Na Primavera de 2011, Boyd usou sua criatividade e habilidades artísticas para fazer um grande mural, na Galeria Espaço Hurley, a fim de aumentar a consciência sobre plásticos de uso único e os seus efeitos nocivos sobre os oceanos do mundo.
Um crente firme em a oportunidade de "dar a volta", Brandon está envolvido com muitas organizações e causas de caridade, e em 2003, juntamente com seus companheiros de banda Incubus, fundou a 501(c)(3) organização sem fins lucrativos, 'The Make Yourself Foundtaion", que tem levantado mais de 1,4 milhões de dólares para várias causas filantrópicas tanto local como globalmente. Através desta organização, a banda tem levantado mais de US$ 2.000.000 com a ajuda de seus fãs doando dinheiro do mundo todo, e com esse dinheiro a organização concedeu financiamento da concessão para mais de 60 organizações sem fins lucrativos. Outra coisa que esta organização costuma fazer, é que vai proporcionar aos seus fãs chances de ter experiências maravilhosas, e de outra forma inatingíveis, e para conhecer e passar o tempo com Incubus. Mais recentemente, dois fãs foram levados para as antigas ruínas maias de Tikal National Park e foram capazes de fazer isso com a banda. A lista das organizações que 'The Make Yourself Foundation' deu subsídios para pode ser encontrada aqui. Brandon citou no website do  "The Make Yourself Foundation' dizendo: "Às vezes eu tenho que me beliscar que estamos na posição em que estamos, para ser capaz de empurrar a mudança através da música e os sorrisos não forçados ou intimidados em ação, mas bem-vindos e convidados. abençoado!"

## Tatuagens
Brandon Boyd é conhecido também por suas inúmeras tatuagens. No braço, o conhecido mantra budista "Om Mani Padme Hum". Em seu antebraço, há um peixe desenhado pelo seu companheiro de banda José Pasillas. Nas costas, o All Seeing-Eye (O olho que tudo vê), inserido numa pirâmide.
Antes disso, já havia tatuado um olho no tornozelo. Outras tatuagens incluem: o nome de seus pais, uma coruja nas costas e uma lágrima, no dedo indicador das duas mãos.

## Discografia

### Com o Incubus
- 1995 - Fungus Amongus
- 1997 - S.C.I.E.N.C.E
- 1999 - Make Yourself
- 2001 - Morning View
- 2004 - A Crow Left of the Murder
- 2006 - Light Grenades
- 2011 - If Not Now, When?
- 2017 - 8

### Solo
- The Wild Trapeze (2010)[7]

### Com Sons of the Sea[8]
- Compass (EP) (2013)
- Sons of the Sea álbum (2013)[9]